# Midori Itō
Midori Itō ( (伊藤みどり?, Itō Midori); Nagoya, 13 agosto 1969) è un'ex pattinatrice artistica su ghiaccio giapponese. Dotata di grandissima potenza, è stata la prima donna a eseguire il triplo axel e una combinazione di salti tripli in una competizione ufficiale. Ha vinto i campionati mondiali di pattinaggio di figura 1989 e la medaglia d'argento ai Giochi olimpici invernali di Albertville 1992.

## Biografia
Midori Itō incominciò a pattinare all'età di cinque anni e atterrò il suo primo salto triplo a otto. Ai mondiali juniores del 1981 dopo il ventesimo posto nelle figure risalì fino all'ottavo posto eseguendo, prima donna in assoluto, una combinazione di salti tripli (triplo toe loop - triplo toe loop), guadagnandosi il soprannome di "Tsunami Girl" per la sua esplosività atletica. Vinse il suo primo titolo nazionale nel 1985, ma già l'anno prima aveva partecipato ai campionati mondiali di pattinaggio di figura. Sempre nel 1985 si fratturò una caviglia in allenamento tentando di eseguire un salto quadruplo. Alle Olimpiadi di Calgary nel 1988 arrivò quinta.
L'anno dopo ai mondiali di Parigi eseguì con successo un triplo axel, salto mai riuscito prima a una donna; la sua performance fu premiata con cinque 6.0 (il massimo punteggio) per il merito tecnico (che con i due del programma corto la portarono al record di sette 6.0) e la medaglia d'oro, la prima per l'Asia nel pattinaggio di figura. Non riuscì a bissare la vittoria ai mondiali dell'anno dopo in Canada, dove arrivò seconda dietro alla statunitense Jill Trenary, a causa del decimo posto ottenuto nelle figure obbligatorie, da sempre il suo tallone d'Achille. Non le bastò così arrivare prima sia nel programma corto sia in quello libero, dove eseguì nuovamente il triplo axel. Proprio dopo quell'edizione dei mondiali le figure obbligatorie furono cancellate dalle competizioni.
Alla rassegna iridata del 1991 di Monaco di Baviera fu quarta, ai piedi di un podio tutto a stelle e strisce composto da Kristi Yamaguchi, Tonya Harding e Nancy Kerrigan. Tale risultato è parzialmente imputabile al brutto incidente occorsole durante i sei minuti di riscaldamento del programma originale, nei quali la pattinatrice francese Laetitia Hubert le andò addosso a velocità elevatissima. Scossa da questa collisione, durante il programma Itō eseguì la combinazione troppo vicina alla balaustra, inciampò e cadde al di là del varco usato dalla regia internazionale per posizionare una telecamera.
Alle Olimpiadi del 1992 era comunque considerata la favorita per l'oro. Le aspettative del suo Paese affinché vincesse erano notevoli: l'ultima medaglia d'oro giapponese in un'Olimpiade Invernale risaliva a vent'anni prima. Midori Itō risentì di tutta questa pressione su di lei: nel programma corto cadde su un triplo lutz, finendo quarta. Le speranze per una medaglia sembravano compromesse, ma Midori si riprese in modo memorabile nel programma lungo: caduta al primo tentativo del triplo axel, ci riprovò a esecuzione quasi terminata e lo eseguì perfettamente: la prima volta per una donna ai Giochi olimpici. Questa performance le valse la medaglia d'argento, alle spalle di Kristi Yamaguchi. Ciononostante, si scusò pubblicamente con il suo Paese per non aver vinto l'oro.
Si ritirò dalle competizioni subito dopo le Olimpiadi, senza partecipare ai mondiali. Passò al professionismo esibendosi in spettacoli sul ghiaccio, principalmente in Giappone. Tornò alle competizioni per un breve periodo nella stagione 1995-1996, quando nuove regole permisero ai professionisti di partecipare alle gare della International Skating Union (ISU), ma senza ottenere risultati di rilievo.
Considerata una delle celebrità dello sport giapponese, Midori Itō fu uno dei testimonial più importanti delle Olimpiadi di Nagano del 1998. Partecipò attivamente al sostegno della candidatura della città giapponese presenziando, vestita con il tradizionale kimono, alla sessione del CIO a Birmingham nel 1991 in cui si svolsero le votazioni per l'assegnazione dei Giochi. Nella cerimonia di apertura dei Giochi le fu riservato l'onore di essere l'ultimo tedoforo, e le spettò il compito di accendere il braciere della fiamma olimpica. Nel 2003 è stata inserita nella World Figure Skating Hall of Fame, la hall of fame internazionale del pattinaggio di figura.

## Tecnica
All'apice della carriera Midori Itō era una pattinatrice atleticamente molto potente, capace di eseguire salti notevoli per velocità, altezza e ampiezza e con un repertorio molto vicino a quello dei migliori pattinatori in campo maschile. È stata lei la prima pattinatrice capace di eseguire la combinazione doppio loop-triplo loop, la prima ad atterrare prima cinque e poi sei salti tripli in gara, la prima ad atterrare una combinazione triplo-triplo e la prima ad atterrare il triplo axel. Ito è l'atleta di individuale che detiene in record per il maggior numero di 6.0, il voto massimo, ottenuti nel Campionato del mondo per l'aspetto tecnico: dieci, cinque nel 1989 e cinque nel 1990. Nonostante l'elevato contenuto atletico dei suoi programmi, il suo risultato finale era spesso penalizzato da punteggi bassi nelle figure obbligatorie e nell'impressione artistica.

## Palmarès
| Internazionali               | Internazionali | Internazionali | Internazionali | Internazionali | Internazionali | Internazionali | Internazionali | Internazionali | Internazionali | Internazionali | Internazionali | Internazionali | Internazionali | Internazionali |
| Evento                       | 1979–80        | 1980–81        | 1981–82        | 1982–83        | 1983–84        | 1984–85        | 1985–86        | 1986–87        | 1987–88        | 1988–89        | 1989–90        | 1990–91        | 1991–92        | 1995–96        |
| ---------------------------- | -------------- | -------------- | -------------- | -------------- | -------------- | -------------- | -------------- | -------------- | -------------- | -------------- | -------------- | -------------- | -------------- | -------------- |
| Giochi olimpici invernali    |                |                |                |                |                |                |                |                | 5°             |                |                |                | 2°             |                |
| Campionati mondiali          |                |                |                |                | 7°             |                | 11°            | 8°             | 6°             | 1°             | 2°             | 4°             |                | 7°             |
| Skate America                |                |                |                |                |                |                |                |                |                | 2°             |                | 2°             |                |                |
| Skate Canada                 |                |                |                |                |                | 1°             |                |                |                |                |                |                |                |                |
| Fujifilm Trophy              |                |                |                |                |                |                |                |                | 1°             |                |                |                |                |                |
| Int. de Paris                |                |                |                |                |                |                |                |                |                |                |                |                | 1°             |                |
| NHK Trophy                   |                |                |                |                |                | 1°             | 1°             | 2°             | 2°             | 1°             | 1°             | 1°             | 1°             |                |
| Prague Skate                 |                |                |                |                | 1°             |                |                |                |                |                |                |                |                |                |
| Challenge Cup                |                |                |                |                | 2°             |                |                |                |                |                |                |                |                |                |
| Internazionali: Junior       |                |                |                |                |                |                |                |                |                |                |                |                |                |                |
| Campionati mondiali          |                | 8°             | 6°             |                | 3°             |                |                |                |                |                |                |                |                |                |
| Nazionali                    |                |                |                |                |                |                |                |                |                |                |                |                |                |                |
| Campionati giapponesi        |                | 3°             |                |                | 2°             | 1°             | 1°             | 1°             | 1°             | 1°             | 1°             | 1°             | 1°             | 1°             |
| Campionati giapponesi junior | 1°             |                |                |                | 1°             |                |                |                |                |                |                |                |                |                |